# The Yellow Badge of Cowardge
The Yellow Badge of Cowardge é o vigésimo segundo episódio, e também a season finale da vigésima quinta temporada do seriado de animação de comédia The Simpsons, sendo exibido originalmente na noite de 18 de Maio de 2014 pela Fox Broadcasting Company (FOX) nos Estados Unidos.
No episódio, Bart se sente culpado depois que ele ganha a corrida anual do último dia de aula ao redor de Escola Elementar de Springfield, com a ajuda de Nelson, que bate o favorito, Milhouse. Enquanto isso, Homer tenta trazer de volta ao dia 4 de julho fogos de artifício, que foram retirados da comemoração da Independência dos Estados Unidos devido a cortes orçamentais.

## Produção
"The Yellow Badge of Cowardge" foi escrito por Billy Kimball e Ian Maxtone-Graham. Ambos fazem a sua primeira participação como autores nesta temporada. Este é o terceiro episódio escrito por dois autores(os outros dois são: Labor Pains e Diggs). O episódio conta com as partiipações de Glenn Close, interpretando Mona Simpson(sua última aparição na série havia sido em How I Wet Your Mother, da 	23ª temporada) e Edwin Moses, que interpreta a si mesmo. Foi dirigido por Timothy Bailey, que fez sua primeira participação como diretor nesta temporada.

## Enredo
Em comemoração ao último dia de aula na escola, Bart acorda a família batendo panelas e frigideiras juntas. Inicialmente Homer diz que ele tem um plano de fazer Bart ir para o acampamento de verão, Marge lembra que é um grupo que está na estrada, próximo de uma prisão. Bart interrompe dizendo que ele fez isso no verão passado, e ele não está autorizado a voltar. A família se reúne na cozinha, onde Homer descobre ao ler o jornal local que as festividades do dia Quatro de Julho com fogos de artifício foi cancelada devido ao fato de que a cidade está falida. Enquanto isso, a Escola Primária de Springfield tem as suas festividades do Dia de Campo, onde as crianças aprendem a equilibrar ovos em espátulas e têm seus tornozelos amarrados a alguém que não se importa com dois centavos sobre eles. Durante o sorteio do ovo, o objetivo é fazê-lo através de um parceiro, mas cada par atira-o no Diretor Skinner. Na corrida ao redor da escola todos devem dar o seu melhor, incluindo Milhouse, que vem praticando para esta corrida. Ele revela a Bart que ele vem treinando com Martin,que ouve esse segredo.
À medida que cada aluno é executado durante a corrida, Milhouse lidera o grupo antes de Nelson, e os valentões pretende bater nele. Quando Nelson espera por Milhouse na virada crucial da corrida, ele entrega a Milhouse um copo de água antes de bater nele. Bart vê isso, mas é executado na frente da corrida para ganhar o primeiro lugar. Após Bart receber uma fita azul para o primeiro lugar, Milhouse emerge dos arbustos com amnésia. Embora Bart tenha várias oportunidades para divulgar a Milhouse que ele poderia ter vencido a corrida com a ajuda de seu melhor amigo, Bart deixa escapar a oportunidade que até mesmo em uma cerimônia a cidade poderia honrá-lo. No entanto, quando um dos agressores usa estilingues para atirar na testa de Milhouse, as memórias voltam para onde Bart só ficou de braços cruzados e não ajudou Milhouse.
Indignados, os moradores perseguem Bart para fora da corrida. Em outros lugares, Homer encontra um homem do passado para executar uma espetacular queima de fogos para a cidade, mas uma briga interrompe os planos, que dão errado. Bart pensa rapidamente em seus pés para chegar a cidade para acreditar que Milhouse é o heroi modesto.

## Recepção

### Crítica
Dennis Perkins do The A.V. Club, deu o episódio um C+, dizendo que "depois de dois episódios em linha reta, sugerindo o potencial duradouro de Os Simpsons,o episódio é um retorno à forma correta de fim de carreira a tempo para o final da 25ª temporada do programa. Este é um episódio mediano, indiferentemente construído, cujos prazeres podem vir de familiaridade. O episódio não é ruim e não é bom, é uma meia hora aceitável de televisão.
Tony Sokol, do Den of Geek, deu ao episódio quatro estrelas(de um máximo de 5), dizendo que "foi um bom episódio em Springfield. O dia quatro de Julho é um bom momento para trazer para fora da cidade e colocá-los em roupas estúpidas e espingardas de trabalho. o episódio foi engraçado e ensinou uma lição. Provavelmente a lição errada, mas por que tergiversar? E só Millhouse se machucou, o que provavelmente é o ponto. Também gosto sempre quando a série permite que Dan Castellaneta faça uma improvisação através de canções."

### Audiência
A exibição original do episódio em 18 de maio de 2014 foi vista por 3,28 milhões de telespectadores e recebeu 1,6 ponto. Foi o segundo show mais assistido da FOX naquela noite, perdendo apenas para Family Guy, com 3,88 milhões de telespectadores. Esta foi uma audiência inferior a de Dangers on a Train, season finale da vigésima quarta temporada, que obteve 4,52 milhões de telespectadores.